# اریک مورلی
اریک مورلی (انگلیسی: Eric Morley; ۲۶ سپتامبر ۱۹۱۸ – ۹ نوامبر ۲۰۰۰) مجری تلویزیون، نویسنده، و اهالی کسب‌وکار اهل بریتانیا بود. او بیشتر برای تأسیس مراسم دوشیزه دنیا شناخته شده‌است. او همچنین عضو حزب محافظه‌کار بریتانیا و نامزد ناموفق انتخابات مجلس عوام بود.